# جورج هاس
جورج هاس (بالألمانية: Georg Haas)‏ هو طبيب ألماني، ولد في 4 أبريل 1886 في نورنبرغ في ألمانيا، وتوفي في 6 ديسمبر 1971 في غيسن في ألمانيا.